# U.S. National Championships 1916
Gli U.S. National Championships 1916 (conosciuti oggi come US Open) sono stati la 36ª edizione degli U.S. National Championships è stata l'unica prova stagionale dello Slam per il 1916 in quanto gli altri tornei erano sospesi per la grande guerra. I tornei maschili si sono disputati al West Side Tennis Club nel quartiere di Forest Hills di New York, quelli femminili e il doppio misto al Philadelphia Cricket Club di Filadelfia, negli Stati Uniti.
Il singolare maschile è stato vinto dallo statunitense Richard Norris Williams, che si è imposto sul connazionale Bill Johnston in cinque set col punteggio di 4–6, 6–4, 0–6, 6–2, 6–4. Il singolare femminile è stato vinto dalla norvegese Molla Bjurstedt Mallory, che ha battuto in finale la statunitense Louise Hammond Raymond. Nel doppio maschile si sono imposti Bill Johnston e Clarence Griffin. Nel doppio femminile hanno trionfato Molla Bjurstedt e Eleonora Sears. Nel doppio misto la vittoria è andata a Eleonora Sears, in coppia con Willis Davis.

## Seniors

### Singolare maschile
Richard Norris Williams ha battuto in finale  Bill Johnston con il punteggio di 4–6, 6–4, 0–6, 6–2, 6–4.

### Singolare femminile
Molla Bjurstedt Mallory ha battuto in finale  Louise Hammond Raymond con il punteggio di 6–0, 6–1.

### Doppio maschile
Bill Johnston /  Clarence Griffin hanno battuto in finale  Maurice McLoughlin /  Ward Dawson con il punteggio di 6–4, 6–3, 5–7, 6–3.

### Doppio femminile
Molla Bjurstedt /  Eleonora Sears hanno battuto in finale  Louise Raymond /  Edna Wildey con il punteggio di 4–6, 6–2, 10–8.

### Doppio misto
Eleonora Sears /  Willis Davis hanno battuto in finale  Florence Ballin /  Bill Tilden con il punteggio di 6–4, 7–5.